# Antônio Carlos Gomes
Antônio Carlos Gomes (Vila de São Carlos, nu: Campinas (Brazilië), 11 juli 1836 – Belém (Brazilië), 16 september 1896) was een Braziliaans componist en pianist. Hij was de zoon van het echtpaar Manoel José Gomes en Fabiana Maria Jaguary Cardoso. Zijn vader was dirigent van de plaatselijke banda.

## Levensloop
Hij kreeg zijn eerste muzieklessen van zijn vader en trad al vroeg als componist en pianist naar voren. Hij studeerde aan het conservatorium van Rio de Janeiro onder andere contrapunt bij Joaquim Giannini en componeerde al gauw nadat hij afgestudeerd was zijn eerste opera's, A Noite do Castelo (1861) en Joanna de Flandres (1863).
Hij kreeg een studiebeurs van de Braziliaanse keizer Dom Pedro II, waardoor hij verder kon studeren aan het Conservatorio "Giuseppe Verdi" (Milaan) van Milaan o.a. bij Lauro Rossi, en studeerde in 1868 af. Tijdens zijn studietijd maakte hij kennis met de jonge pianiste Adelina Peri, waar hij op 16 december 1871 mee trouwde.
Gedurende zijn Italiaanse periode componeerde hij nog een viertal opera's, waaronder zijn hoofdwerk Il Guarany (1870), dat door het publiek van het Milanese Scala zeer enthousiast ontvangen werd.
Ook Verdi en Arrigo Boito waren vol lof over het werk van de Braziliaan.
In 1880 keerde hij terug naar Brazilië en vestigde zich in Rio de Janeiro waar hij algemene waardering genoot.
Door het afzetten van de keizer in 1889, verloor hij zijn uitzonderingspositie, waarop hij Rio de Janeiro verliet en hij zich vestigde in Belém, waar hij enkele jaren het conservatorium leidde.
Daar stierf hij in 1896 bitter en van de wereld vervreemd.

## Composities

### Werken voor orkest
- 1876 Saudação do Brasil

### Werken voor harmonieorkest
- Ouverture tot de opera "Il Guarany"

### Missen en gewijde muziek
- 1854 Missa de São Sebastião
- 1859 Missa de Nossa Senhora da Conceição

### Muziektheater

#### Opera's
| Voltooid in | titel                  | aktes       | première | libretto                                                                                              |
| ----------- | ---------------------- | ----------- | --- | --- |
| 1861        | A Noite do Castelo     | 3 bedrijven | 4 september 1861, Rio de Janeiro, Teatro Lírico Provisório                                                    | Antonio José Fernandes dos Reis                                                                       |
| 1863        | Joana de Flandres      | 4 aktes     | 1863, Rio de Janeiro                                                                                          | Salvador de Mendonça                                                                                  |
| 1870        | Il Guarany             | 4 aktes     | 19 maart 1870, Milaan, Teatro alla Scala                                                                      | Antonio Enrico Scalvini en Carlo d'Ormeville naar de roman "O Guarani" van José Martiniano de Alencar |
| 1871        | Os Mosqueteiros do Rei | onvoltooid  | | |
| 1872-1873   | Fosca                  | 4 aktes     | 1e versie: 17 februari 1873, Milaan, Teatro alla Scala; 2e versie: 7 februari 1878, Milaan, Teatro alla Scala | Antonio Ghislanzoni naar het verhaal "La festa delle Marie" van Luigi Marchese Capranica del Grillo   |
| 1874        | Salvator Rosa          | 4 bedrijven | 21 maart 1874, Genua, Teatro Carlo Felice                                                                     | Antonio Ghislanzoni naar de roman "Masaniello" van Eugène de Mirecourt                                |
| 1879        | Maria Tudor            | 4 bedrijven | 27 maart 1879, Milaan, Teatro alla Scala                                                                      | Arrigo Boito, Emilio Praga naar het gelijknamige stuk van Victor Marie Hugo                           |
| 1889        | Lo schiavo             | 4 bedrijven | 27 september 1889, Rio de Janeiro, Teatro Imperiale                                                           | Rodolfo Raravicini naar een schets van Alfredo Visconde de Taunay d'Escragnolle                       |
| 1890        | Cântico dos cânticos   | onvoltooid  | | |
| 1891        | Condor                 | 3 aktes     | 21 februari 1891, Milaan                                                                                      | Mario Canti                                                                                           |

#### Operette
| Voltooid in | titel              | aktes | première | libretto |
| ----------- | ------------------ | ----- | -------- | -------- |
| 1871        | Telégrafo Elétrico |       |          |          |

#### Toneelmuziek
- 1867 Se sa minga muzikale komedie op een libretto van Antonio Enrico Scalvini - première: 1867, Milaan, Teatro Fossetti
- 1868 Nella luna, muzikale komedie op een libretto van Antonio Enrico Scalvini - première: 1868, Milaan, Teatro Carcano

### Werken voor koren
- 1859 Hino Acadêmico
- 1862 Het oratorium Colombo, ter gelegenheid van het 400e herdenkingsjaar van de ontdekking van Amerika
- 1866 Hino a Camões
- 1867 Fuzil em Agulha
- 1880 Hino do Centenário de Camões
- 1887 Madrigal

### Liederen (Modinha)
- 1857 Suspiro d’Alma, modinha - tekst: Almeida Garret
- 1859 Tão longe de mim distante, mondinha
- 1878 Corrida de Amor
- 1884 Conselhos, modinha

### Kamermuziek
- 1859 Alta Noite, fantasie voor klarinet
- 1882 Álbuns de Música de Câmara

### Werken voor piano
- Grande Valsa de Bravura
- Mormorio (Improviso)